# Gnathonemus echidnorhynchus
Gnathonemus echidnorhynchus är en fiskart som beskrevs av Pellegrin 1924. Gnathonemus echidnorhynchus ingår i släktet Gnathonemus och familjen Mormyridae. IUCN kategoriserar arten globalt som livskraftig. Inga underarter finns listade i Catalogue of Life.